# Libertad de contratación
La libre contratación o libertad de contratación es el derecho que tienen las personas para decidir celebrar contratos y con quién hacerlo, así como la libertad para determinar el contenido de los mismos. Por consiguiente, las personas son libres para negociar la celebración de sus contratos (libertad de contratar entre los sujetos) y las condiciones, limitaciones, modalidades, formalidades, plazos, y demás particularidades que regirán la relación jurídica creada por el contrato (libertad contractual sobre los objetos). La libertad de contratación está sostenida doctrinalmente en la libertad individual y la autonomía de la voluntad[cita requerida], en la actualidad es reconocida como un derecho fundamental, se encuentra limitada y regulada por sus legislaciones nacionales en niveles que varían de país a país.